# Шверинсдорф
Шверинсдорф (нем. Schwerinsdorf) — община в Германии, в земле Нижняя Саксония.
Входит в состав района Лер. Подчиняется управлению Хезель. Население составляет 752 человека (на 31 декабря 2010 года). Занимает площадь 5,57 км².
| Год  | Население |
| ---- | --------- |
| 1990 | 731       |
| 1995 | 724       |
| 2000 | 752       |
| 2005 | 758       |
| 2010 | 747       |